# Drew Goddard

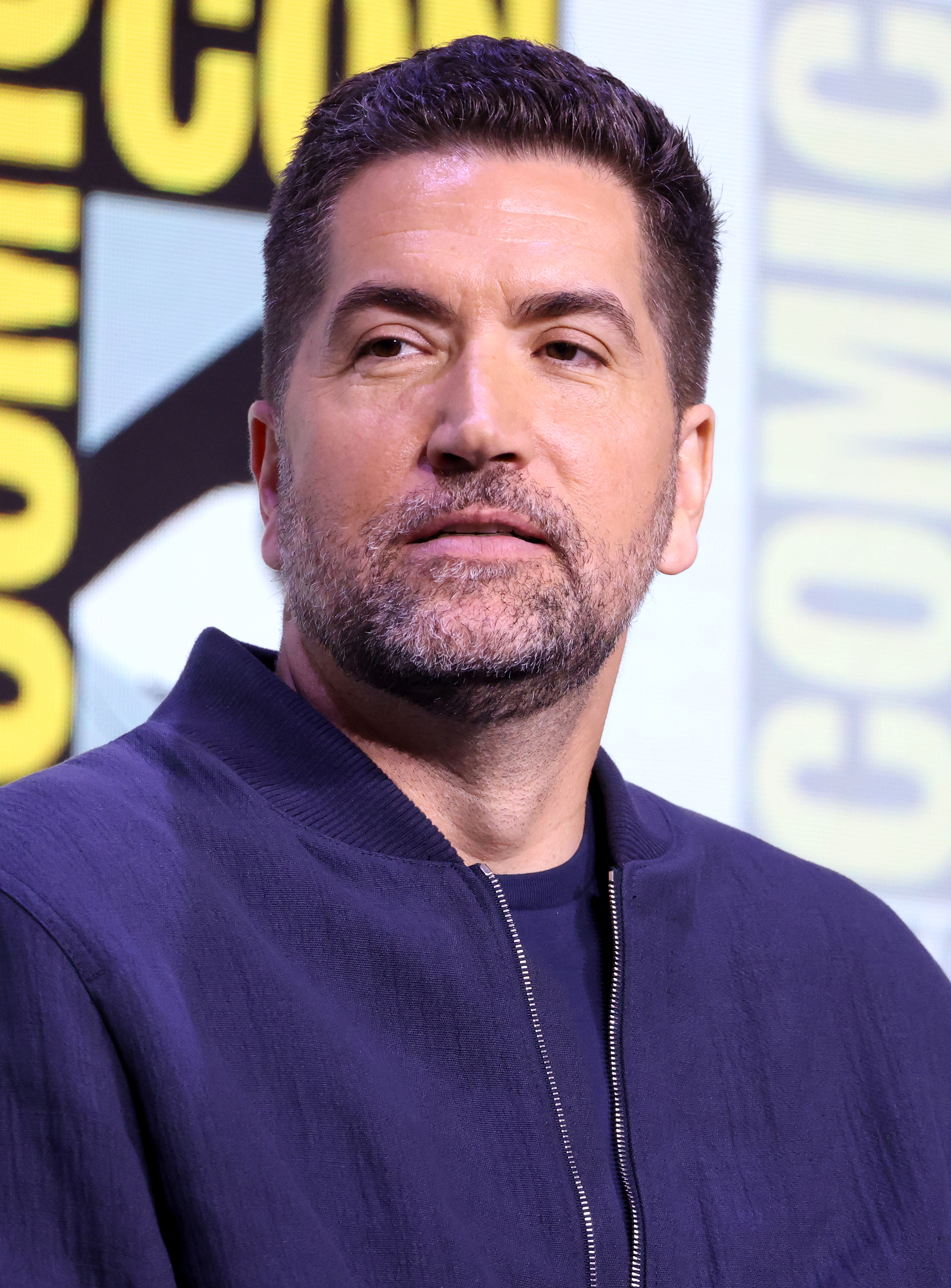
Drew Goddard (2025)

Drew Goddard (* 26. Februar 1975 in Los Alamos, New Mexico) ist ein US-amerikanischer Drehbuchautor, Produzent und Regisseur.

## Leben
Goddard trat im Filmgeschäft erstmals in den Jahren 2002 und 2003 als Drehbuchautor mehrerer Folgen der Fernsehserie Buffy – Im Bann der Dämonen in Erscheinung. Von 2003 bis 2004 war er als Ausführender Story Editor an der Spin-off-Serie Angel – Jäger der Finsternis beteiligt, für die er im gleichen Zeitraum auch als Autor aktiv war. Beide Projekte bedeutete die erste Zusammenarbeit mit Joss Whedon.
In den Jahren 2005 bis 2006 war Goddard als Produzent und Autor für die Serie Alias – Die Agentin tätig. Dies bedeutete den Beginn einer langjährigen Kooperation mit J. J. Abrams. 2008 verfasste Goddard für Cloverfield, seinen ersten Kinofilm, das Drehbuch. J. J. Abrams produzierte das Projekt. Eine weitere Zusammenarbeit ergab sich bei der Fernsehserie Lost, für die Goddard einige Drehbücher schrieb und in unterschiedlichen Positionen für einige Zeit als Produzent betreute.
Im Jahr 2012 gab er sein Regiedebüt und inszenierte den Horrorfilm The Cabin in the Woods, für den er zusammen mit Joss Whedon das Drehbuch schrieb. Das Drehbuch wurde 2013 mit dem British Fantasy Award ausgezeichnet. Sein nächstes Regieprojekt sollte Der Marsianer – Rettet Mark Watney werden, für den er auch das Drehbuch schrieb. Als er von Sony für die Regie des Marvel-Films Sinister Six verpflichtet wurde, konnte er die Regie von Der Marsianer aus zeitlichen Gründen nicht übernehmen; der Film wurde dann von Ridley Scott gedreht. Goddard selbst wurde 2016 u. a. für den Oscar in der Kategorie Bestes adaptiertes Drehbuch nominiert.
Gemeinsam mit Damon Lindelof und Matthew Michael Carnahan war Goddard an dem Drehbuch zu World War Z (2013) beteiligt. Seit 2015 lief die Fernsehserie Marvel’s Daredevil, an deren Entwicklung er maßgeblich beteiligt war und für die er auch als ausführender Produzent und Drehbuchautor tätig war. Bad Times at the El Royale, Goddards zweite Regiearbeit nach The Cabin in the Woods erschien im Oktober 2018. Zur Besetzung des Thrillers, der in den 1960er Jahren spielt, gehören Jeff Bridges, Chris Hemsworth und Dakota Johnson. Der ursprünglich angekündigte Russell Crowe gehörte nicht zur endgültigen Besetzung.

## Filmografie (Auswahl)
- 2002–2003: Buffy – Im Bann der Dämonen (Buffy the Vampire Slayer, Fernsehserie)
- 2003–2004: Angel – Jäger der Finsternis (Angel, Fernsehserie)
- 2005–2006: Alias – Die Agentin (Alias, Fernsehserie)
- 2005–2008: Lost (Fernsehserie)
- 2008: Cloverfield
- 2012: The Cabin in the Woods
- 2013: World War Z
- 2015–2018: Marvel’s Daredevil (Fernsehserie)
- 2015: Der Marsianer – Rettet Mark Watney (The Martian)
- 2018: Bad Times at the El Royale
- seit 2024: High Potential (Fernsehserie)